# The Crests
The Crests est un groupe de doo-wop populaire du New East Side de Manhattan, à New York, qui a acquis une certaine renommée à la fin des années 1950.
Une de ses chansons les plus célèbres est Sixteen Candles (Seize bougies), interprétée par l'un des principaux chanteurs de ce genre, Johnny Maestro. Cette chanson atteint le numéro 2 du classement américain Hot 100 en 1958. L'enregistrement se vend à un million d'exemplaires, obtenant ainsi un disque d'or.

## Histoire
Le groupe The Crests est fondé en 1956. Bien que l’on pense souvent qu’il s’agit d’un groupe de jeunes garçons de couleur, il compte deux composantes noires, Tommy Gough et JT Carteruno, un autre portoricain, Harold Torres, un résident italien nommé John Mastrangelo, et enfin une femme de couleur, Patricia Van Dross.
La formation a été réunie par J. T. Carter et comprend Talmoudge Gough, Harold Torres et Patricia Van Dross, la sœur aînée du célèbre chanteur de blues et chanteur Luther Vandross. Carter a choisi le chanteur Johnny Mastrangelo (futur « Johnny Maestro »). Le style vocal de Maestro dans les enregistrements est devenu l’un des favoris des adolescents américains dans les jukebox de l’époque. La qualité de sa voix, associée à une sélection de chansons aux tons simples, devient la composition gagnante des charts. Le groupe a connu plusieurs succès sur la liste du Top 40 avec la maison de disques Coed Records, dont la chanson Sixteen Candles . En outre, ils ont participé à plusieurs représentations d’émissions de télévision nationales pour adolescents au cours des années 1950.
Le succès des Crests dure jusqu'en 1960. Ensuite, le chanteur Johnny Maestro quitte le groupe pour se lancer dans une carrière de soliste. Le chanteur James Ancrum le remplace. Avec lui, les Crests ont à nouveau un succès respectable avec la chanson Little Miracles. Cependant, contrairement aux chansons précédentes, ce single n’atteint pas le Top 100. Talmadge Gough quitte ensuite le groupe et est remplacé par Gary Lewis, puis le groupe se sépare. 
En 2004, le groupe est intronisé au The Vocal Group of Fame. Johnny Maestro est décédé le 24 mars 2010 des suites d'un cancer.